# Manuel Sánchez de Ocaña y Suárez del Villar
Manuel Sánchez de Ocaña y Suárez del Villar (Valladolid, 27 de julio de 1859 - Pamplona, 20 de febrero de 1937) fue un militar español,Teniente General de los ejércitos que participó en la guerra de África, en la Guerra de  Melilla de 1909 y en la guerra del Rif de 1909 a 1927, Teniente General de los ejércitos, Gobernador Militar de La Coruña, Pamplona y Melilla.

## Biografía
Nació en Valladolid, era procedente de una familia ligada a la milicia. Su padre Domingo Sánchez de Ocaña y Vieitiz era Doctor en Jurisprudencia y tenía numerosos familiares en el ejército, sobre todo en la Real Marina española. Su hermano Zoilo Sánchez de Ocaña y Vieitiz fue Almirante la Real Armada Española.
Contrajo matrimonio con Josefina Elio Ozcariz, señora de los Palacios de Arleta, Ozcariz y Lerruz Navarra hija del Mariscal de Campo Fausto Elio Giménez-Navarro y tuvo con ella tres hijos José Sánchez de Ocaña y Elio militar del arma de Infantería, Manuel Sánchez de Ocaña y Elio militar del arma de Infantería y Elisa Sánchez de Ocaña y Elio casada con Antonio Villalba Rubio del ama de Infantería Hijo del General José Villalba Riquelme Ministro de la Guerra en el Reinado de Alfonso XIII.

## Guerras y Paz
Desde muy joven expresa su deseo de ir a la milicia e ingresa en la Academia de Artillería el 1º de junio de 1874 con 15 años de edad saliendo de alférez como alumno el 12 de junio de 1876. El 20 de junio de 1878, presta servicio como oficial en diferentes batallones y parques de artillería hasta que finalmente es destinado a Pamplona en donde pasa cerca de 10 años mandando la Comandancia de Artillería y desempeñando el cargo de Director del Parque de dicha Plaza.
En 1912 es destinado a Melilla a la columna del General Modesto Navarro Jefe de la 2ª Brigada de cazadores que entra en combate en Monte Arruit- Melilla, por su comportamiento recibió la Cruz al Mérito Militar, poco tiempo después fue nombrado comandante de Artillería de las tropas afectas al cuartel general de la Capitanía de Melilla entrando en combate en numerosas ocasiones en apoyo y protección de las diversas columnas que desarrollaban su labor en el frente de combate recibiendo diferentes distinciones y felicitaciones entre ellas una nueva Cruz al mérito Militar con distintivo rojo. Cooperó a la reorganización del Regimiento de Montaña Melilla del que se hizo cargo.
En los años siguientes, combatió a las órdenes de los generales Aizpuru y Gómez Jordana siempre mandando el Regimiento de Artillería Melilla recibiendo la Cruz de María Cristina por los hechos de armas desarrollados en los diferentes combates en los que participó hasta que el 29 de marzo de 1916 le fue concedido el empleo de General de Brigada en consideración a los extraordinarios servicios prestados en los diferentes frentes de combate en el Protectorado español de Marruecos y regresó a Pamplona, posteriormente ostentó diversos cargos, Gobernador Militar de Menorca, General de la Brigada de Artillería de la 15.ª División, Gobernador Militar de La Coruña, Al mando la 13.ª División y desempeñando el cargo de Gobernador militar de la provincia de Navarra y Plaza de Pamplona hasta que el 6 de septiembre de 1925 es ascendido a Teniente General y recibe el mando de la 6ª Región Militar con sede en Burgos, el 4 de marzo de 1927 y en su cargo de Teniente General es nombrado Capitán General y se pone al mando de la 8ª Región Militar con sede en La Coruña hasta su pase a la reserva.
Falleció en la Ciudad de Pamplona el 20 de febrero de 1937.

## Condecoraciones
- Cruz de 1ª clase al mérito militar con distintivo blanco
- Cruz de 2ª Clase al mérito militar con distintivo blanco
- Medalla de Alfonso XIII
- Cruz sencilla de la Orden de San Hermenegildo
- Placa de la Orden de San Hermenegildo
- Medalla de plata de los reales sitios de Gerona
- Cuatro Cruces de 3ª clase del mérito militar con distintivo rojo
- Cruz de María Cristina
- Caballero gran cruz de la Orden de San Hermenegildo
- Menciones y Aumentos por abono del doble Tiempo en Campaña.
- Por el tiempo medio concedido a la Guarnición de Melilla por R.O. de diciembre de 1885, hecho extensivo a las demás posesiones de África
- Por haber formado parte del Ejército de África y de la Comandancia General de Melilla. R.D. de 26 de abril de 1894
- Por la Campaña de Melilla de 1909 R.D. de abril de 1911
- Por la del Rif en 1911-1912 según Real Decreto de 9 de noviembre de 1912